# کردهای فیلی
کردهای فیلی در جنوب غربی کرمانشاه، ایلام و مناطقی از عراق ساکن هستند و به گویش کردی فیلی (ایلامی) که از گویش‌های کردی جنوبی است، صحبت می‌کنند. دانشنامه ایرانیکا تذکر داده است که این گویش با لری فیلی (لری شمالی) اشتباه گرفته نشود.

## کردهای فیلی در عراق

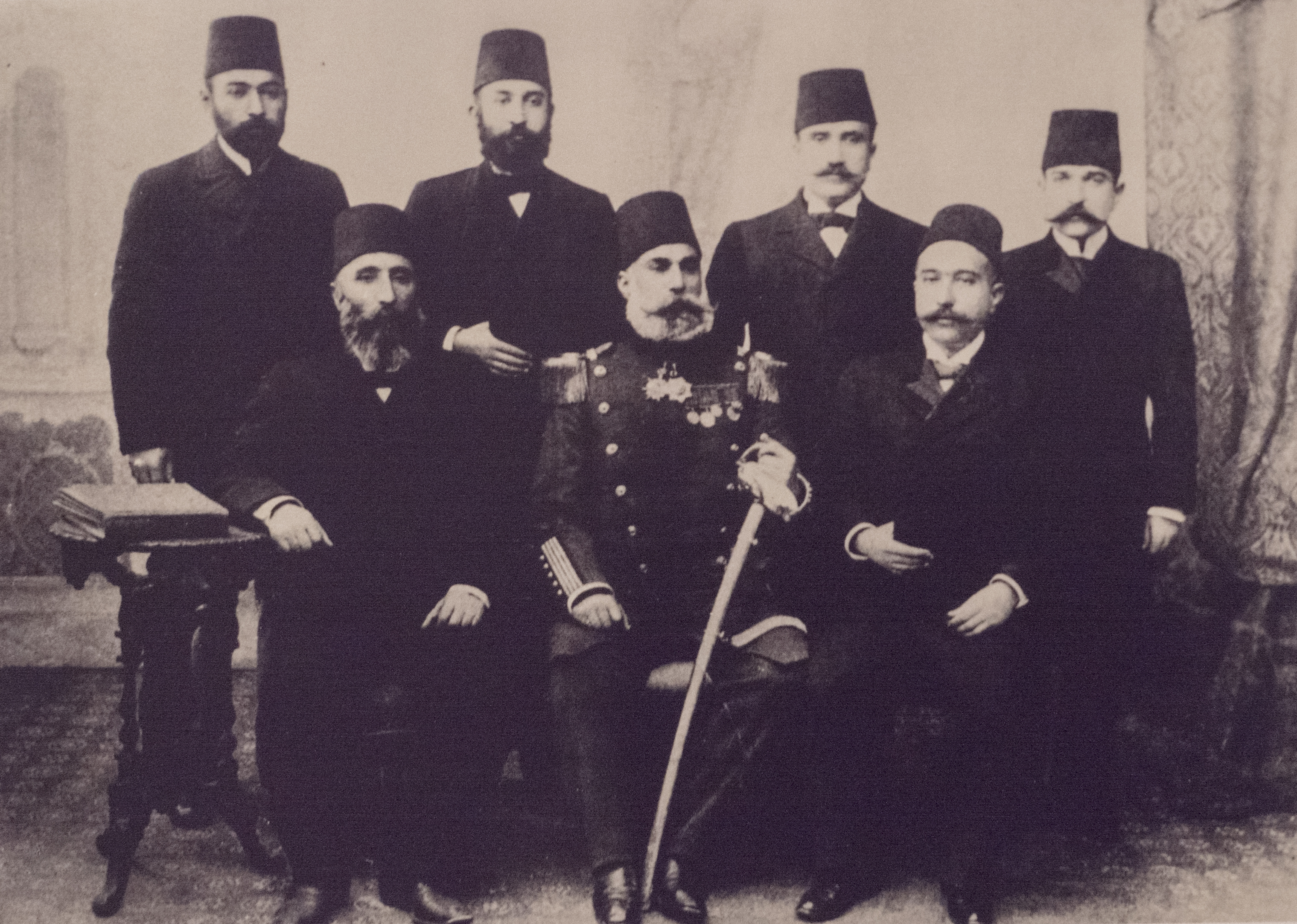
سناتورها و بازرگانان کرد فیلی در بغداد، عراق (۱۹۳۱).

در سال ۱۹۵۳، استیون همسلی لانگریگ، مورخ بریتانیایی دربارهٔ تاریخ سیاسی عراق نوشته است:
«این بومیان سرسخت زاگرس جنوبی و رعایای والی موروثی‌شان، در بغداد و بصره به عنوان باربرهای سنگین شناخته‌شده بودند و این شغل را در انحصار خود داشتند. آنها همچنین به عنوان تاجر و صنعتگر در نواحی دجله میانی و غراف ساکن بودند و به کردهای فیلی معروف بودند؛ و بر شهرهای مرزی مندلی و بدره و روستاهای نزدیک (به این شهرها) تسلط داشتند. با همه این‌ها، نیم قرن اخیر چیزی را تغییر نداده است…»
در عراق فیلی‌ها ساکن مناطق بغداد؛ استان دیاله، شهربان (مقدادیه فعلی)؛ بدره؛ زرباطیه؛ جاسن؛ کوت، عزیزیه، زهایرات، بعقوبه و هم چنین شهرهای شیخ سعد؛ علی شرقی؛ علی غربی و کوفه هستند. از آغاز بنیان‌گذاری دولت عراق تا به امروز، امور ثبت احوال و شناسنامه به ویژه در شهرهای مرکزی و جنوب عراق و در شمال بغداد و برخی از استانهای تحت سیطره اداره ثبت احوال از مهم‌ترین امور می‌باشند. برای نمونه؛ اگر فرزندان خانواده‌ای فیلی، تحصیلات متوسطه خود را به پایان برسانند و خواهان ورود به دانشگاه باشند. بدون تردید باید خانوادهٔ او از صفر شروع می‌نمودند و هرچه سند قدیمی را از دوران عثمانی در دست داشتند، جمع می‌نمودند و همراه با آن فیش پرداخت آب بها و برق را همانند اسنادی به آن دانشگاه ارائه می‌دادند تا فرزند آنان را برای ادامه تحصیل بپذیرند. هنوز هزاران فیلی در ایران و دولتهای دیگر و صدها هزار از آنان در داخل عراق، شناسنامه دریافت نکرده‌اند. در میان آنان کسانی وجود دارد که رژیم صدام چندین بار او را تاراج نموده است؛ و هنوز حقوق بازگشت را ندارند.
دلایلی که مشوق رژیم حزب بعث عراق بودند تا با بغض و کینه با کردهای فیلی برخورد نماید عبارتند از:
- دلایل سیاسی، دینی، اقتصادی: پس از پیمان‌نامهٔ مارس (آذار) سال ۱۹۷۰ میان دولت بعث عراق و کردها، دولت حزب بعث وعده‌های خود را به جای نیاورد، دولت حزب بعث اهدافی را دنبال نمود تا بنیاد و شالوده‌های جمعیت‌شناسی و حتی شمار جمیعت مردم کرد را کاهش دهد. به ویژه آن که کردهای فیلی در صفوف مبارزاتی جنبش کرد قرارگرفته بودند و از رهبران این جنبش بودند. این نیز بی‌شک، تأثیر فراوانی در رژیم بعث داشت و تهدید بزرگی بر روان و روحیهٔ حزب بعث عراق به‌شمار می‌آمد. به همین دلیل، آغاز به بیرون راندن کردهای فیلی نمودند. در کنار آن، مسئلهٔ دین، نقش مهمی را در اخراج نمودن و نابودی این قشر داشت. چون که اغلب کردهای فیلی دارای مذهب شیعه بودند و صدام نیز از شیعیان متنفر بود. یکی دیگر دلایل اقتصادی بود. پس از آن که یهودیان و ارمنیان در کشور عراق نماندند، اقتصاد کشور به تمامی در دست تجار و بازرگانان کردفیلی بود. این بود که حزب بعث عراق از همان آغاز قبضه نمودن قدرت، نیتش را به اجرا درآورد و شروع به اخراج و نابود نمودن بازرگانان کردفیلی نمود و همه داراییها و اموال آنان را نیز مصادره نمود.[۱۲]

کردهای فیلی ساکن بغداد عمدتاً از سال‌های نخست قرن بیستم کوچ گروهی به بغداد را آغاز کردند و هم‌اکنون جمعیتی میلیونی را در این شهر تشکیل می‌دهند. کردهای فیلی در بدو ورود در محلاتی مانند «شارع الکفاح»، «عگد القشل»، «ساکه الفردوس» و «باب الشیخ» سکونت سافتند. محلهٔ «باب الشیخ» به احترام شیخ عبدالقادرالگیلانی نام‌گذاری شده و هم‌اکنون به نام «عگدالاکراد» نامیده می‌شود. در نیم قرن اخیر کردهای فیلی در محله‌هایی مانند «ساحه البیروت»، «جمیله» و «عقاری» نیز ساکن شده‌اند و در این محله‌ها اکثریت جمعیت را تشکیل می‌دهند.
عصر روز جمعه ۱۶ تیر ماه ۱۳۹۶ مراسم بزرگداشت ۲۲ هزار شهید کردفیلی ایلامی‌الاصل که در جریان عملیات انفال مورد کشتار جمعی و اخراج از عراق، در طول چهار دهه حکومت حزب بعث صدامی قرار گرفتند، در مسجد آقا محمود تهران، برگزار گردید. هر سال در این روز سالروز کشتار بی‌رحمانه مردم کردفیلی برگزار می‌شود.

## کردهای فیلی در پشتکوه
اکثریت جمعیت پشتکوه را کردها تشکیل می‌دهند. کردهای پشتکوه از کردهای فیلی هستند. دو شاخه اصلی کرد فیلی پشتکوه (استان ایلام) عبارت‌اند از ایل کرد و مهکی. ایلات و طوایف مهکی در مناطق شمالی و طوایف کرد در مناطق جنوبی پشتکوه ساکن هستند. ایلام از اواخر قرن ششم تا ۱۳۰۷ تحت حاکمیت والیان لرستان قرار داشت و همین امر باعث شده‌بود که بعضی از نویسندگان در این دوره، از ساکنان ایلام به عنوان «لر» یا «لر فیلی» یاد کنند. ولی در عین حال نویسندگان و سیاحانی که خودشان به منطقهٔ ایلام سفر کرده یا اطلاع کافی داشته‌اند، به معرفی کردهای پشتکوه پرداخته‌اند.
محمد امین زکی‌بگ در کتاب زبدهٔ تاریخ کرد و کردستان می‌نویسد:
«گویش کردی ایلامی، بدون شبهه از فارسی بیشتر به کرمانجی شرقی نزدیکتر است و خود آنان بر این موضوع واقفند و در کرد بودن خود هیچ شک و شبهه‌ای ندارند.»
«در سال ۱۹۱۶، بر حسب وظیفه‌ای رسمی به لرستان سفر نمودم و در نزد والی (پشتکوه)(استان ایلام)، مدتی اقامت کردم و مقداری تحقیق قومی و اجتماعی نمودم، غالباً به کردی با والی و همراهان او، صحبت می‌نمودم و به آسانی و راحتی مطالب خود را به آنان تفهیم می‌کردم و به مطلب آنان پی می‌بردم و به من معلوم شد که اختلاف زبان کرمانجی شرقی با زبان کردی ایلامی از اختلاف زبان کرمانجی غربی بیشتر نمی‌باشد.»